# Maurizio Oioli
Maurizio Oioli (Domodossola, 9 luglio 1981) è un ex skeletonista e allenatore di skeleton italiano.

## Biografia
Alto 185 cm per 81 kg, proviene dall'atletica leggera. Si è avvicinato allo skeleton nel 2002, quando in Piemonte vennero fatte selezioni per avviare giovani atleti agli sport invernali in vista dei XX Giochi olimpici invernali.
Ha esordito nella Coppa del Mondo di skeleton il 25 gennaio 2004 a Lillehammer, in Norvegia, concludendo al 37º posto. Nella stessa stagione coglie un brillante sesto posto ai campionati mondiali junior a Winterberg.
Nella stagione 2005-2006 ha preso parte a quattro gare di Coppa del Mondo, in cui ha ottenuto i seguenti piazzamenti:
- 35º il 10 novembre 2005 a Calgary (Canada)
- 35º il 17 novembre 2005 a Lake Placid (USA)
- 33º l'11 dicembre 2005 a Igls (Austria)
- 31º il 12 gennaio 2006 a Koenigssee (Germania)

Unico rappresentante italiano nella gara di skeleton maschile ai XX Giochi olimpici invernali di Torino 2006, ha concluso al 12º posto.
Nella stagione 2006/2007 ottiene come migliori risultati, un 3º posto nella gara di coppa Europa svolta ad Igls, e un 13º posto nella gara di coppa del mondo svolta sulla pista olimpica di Cesana Pariol.
Nelle stagioni successive si divide tra i circuiti di Coppa del Mondo e Coppa Intercontinentale.
La stagione 2009/2010 è stata condizionata da un grave infortunio al bicipite femorale sx, che compromette la condizione e successivamente la qualificazione ai XXI
giochi olimpici invernali di Vancouver.
Nella stagione 2010/2011 riparte dal circuito di coppa intercontinentale, seguito dall'allenatore di pista inglese Anthony Sawyer (ex atleta della nazionale inglese) e dal preparatore atletico Milko Campus (ex saltatore in lungo della nazionale italiana) ottenendo come migliori risultati il 6º posto ad Altenberg, il 7º a Lake Placid (USA), l'8º a Whistler Mountain (Canada), il 9º a La Plagne (Francia).
Gareggia nella finale di coppa del mondo a Cesana Pariol, giungendo 17º e qualificandosi per i mondiali a Königsee (Germania) dove arriva 24º.
Nella stagione 2011/2012 gareggia stabilmente in coppa del mondo, seguito dall'allenatore di pista Caleb Smith (ex atleta della nazionale USA) e ottiene i seguenti risultati:
- 19º a Igls (Austria)
- 16º a La Plagne (Francia)
- 18º a Winterberg  (Germania)
- 18º ad Altenberg (Germania)
- 18º a Koenigssee (Germania)
- 21º a St. Moritz (Svizzera)
- 21º a Whistler Mountain (Canada)
- 19º a Calgary (Canada)

Conclude la Stagione giungendo 19º ai Mondiali di Lake Placid (USA)
Nella Stagione 2012/2013 gareggia stabilmente in coppa del mondo, seguito dall'allenatrice Dany Locati (olimpionica della disciplina ai XIX giochi olimpici di Salt Lake City) e continuando il lavoro di preparazione atletica con Milko Campus, progredisce ulteriormente nelle classifiche:
- 9º a Lake Placid (USA)
- 21º a Park City (USA)
- 11º a Whistler Mountain (Canada)
- 19º a Winterberg  (Germania)
- 16º a La Plagne (Francia)
- 13º ad Altenberg (Germania)
- 14º a Koenigssee (Germania)

Non partecipa alle ultime gare della stagione, tra cui i mondiali di St. Moritz, a causa di un nuovo infortunio al bicipite femorale, questa volta della gamba destra.
Nella stagione 2013/2014 inizia la stagione in coppa del mondo, ma non raccoglie buoni risultati (miglior piazzamento 21º posto a Lake Placid). Dopo la pausa natilizia e aver cambiato materiali, gareggia in coppa intercontinentale, vincendo la tappa a Whistler Mountain (primo successo di un italiano in una gara di un circuito internazionale ufficiale, dopo Nino Bibbia alle Olimpiadi di St. Moritz del 1948).
Torna nel circuito di coppa del mondo per la gara finale, Arrivando 12 a Koenigssee.
Nel finale di stagione coglie anche l'8º posto ai campionati europei assoluti.
Grazie a questi risultati si qualifica ai XXII Giochi Olimpici Invernali di Sochi 2014, unico rappresentante italiano nella disciplina, e si qualifica 18º posto.
All'interno dell'esercito italiano, presso il centro addestramento alpino del Centro sportivo olimpico dell'Esercito ha la qualifica di caporal maggiore scelto.
Dalla stagione 2014/2015 diventa allenatore della nazionale squadra B e del FUTURFISI.
Dalla stagione 2018/2019 diventa direttore tecnico della squadra nazionale italiana di skeleton

## Altri risultati
5 volte campione italiano (2004-2009-2010-2011-2012)

## Vita privata
Oioli è sposato con Liliana De Luca e hanno quattro figli, Pietro nel 2015, Giorgio nel 2016 e i gemelli Ettore e Carlo nel 2021.